# Phemeranthus piedmontanus
Phemeranthus piedmontanus är en källörtsväxtart som beskrevs av William Melville Ware. Phemeranthus piedmontanus ingår i släktet Phemeranthus och familjen källörtsväxter. Inga underarter finns listade i Catalogue of Life.